# Vanuatuaans voetbalelftal (mannen)
Het Vanuatuaans voetbalelftal is een team van voetballers dat Vanuatu vertegenwoordigt bij internationale wedstrijden, zoals het WK en de OFC Nations Cup. Tot de onafhankelijkheid van Vanuatu speelde de ploeg onder de naam Nieuwe Hebriden.

## Deelnames aan internationale toernooien
Vanuatu speelde zijn eerste kwalificatiewedstrijd voor een wereldkampioenschap op 27 juni 1992. De wedstrijd werd gespeeld tegen Nieuw-Zeeland en ging met 1–4 verloren. Het enige doelpunt voor Vanuatu werd gemaakt door Charles Vatú. Het land zou alle kwalificatiewedstrijden verliezen in die editie van het wereldkampioenschap. In de editie daarna (WK 1998) werd het eerste punt gepakt tegen de Salomonseilanden (1–1)

### Wereldkampioenschap
| Wereldkampioenschap voetbal overzicht | Wereldkampioenschap voetbal overzicht | Wereldkampioenschap voetbal overzicht | Wereldkampioenschap voetbal overzicht | Wereldkampioenschap voetbal overzicht | Wereldkampioenschap voetbal overzicht | Wereldkampioenschap voetbal overzicht | Wereldkampioenschap voetbal overzicht | Wereldkampioenschap voetbal overzicht |
| Jaar                                  | Ronde                                 | Wed.                                  | W                                     | G                                     | V                                     | DV                                    | DT                                    |                                       |
| ------------------------------------- | ------------------------------------- | ------------------------------------- | ------------------------------------- | ------------------------------------- | ------------------------------------- | ------------------------------------- | ------------------------------------- | ------------------------------------- |
| 1994                                  | Niet gekwalificeerd                   | Niet gekwalificeerd                   | Niet gekwalificeerd                   | Niet gekwalificeerd                   | Niet gekwalificeerd                   | Niet gekwalificeerd                   | Niet gekwalificeerd                   |                                       |
| 1998                                  | Niet gekwalificeerd                   | Niet gekwalificeerd                   | Niet gekwalificeerd                   | Niet gekwalificeerd                   | Niet gekwalificeerd                   | Niet gekwalificeerd                   | Niet gekwalificeerd                   |                                       |
| 2002                                  | Niet gekwalificeerd                   | Niet gekwalificeerd                   | Niet gekwalificeerd                   | Niet gekwalificeerd                   | Niet gekwalificeerd                   | Niet gekwalificeerd                   | Niet gekwalificeerd                   |                                       |
| 2006                                  | Niet gekwalificeerd                   | Niet gekwalificeerd                   | Niet gekwalificeerd                   | Niet gekwalificeerd                   | Niet gekwalificeerd                   | Niet gekwalificeerd                   | Niet gekwalificeerd                   |                                       |
| 2010                                  | Niet gekwalificeerd                   | Niet gekwalificeerd                   | Niet gekwalificeerd                   | Niet gekwalificeerd                   | Niet gekwalificeerd                   | Niet gekwalificeerd                   | Niet gekwalificeerd                   |                                       |
| 2014                                  | Niet gekwalificeerd                   | Niet gekwalificeerd                   | Niet gekwalificeerd                   | Niet gekwalificeerd                   | Niet gekwalificeerd                   | Niet gekwalificeerd                   | Niet gekwalificeerd                   |                                       |
| 2018                                  | Niet gekwalificeerd                   | Niet gekwalificeerd                   | Niet gekwalificeerd                   | Niet gekwalificeerd                   | Niet gekwalificeerd                   | Niet gekwalificeerd                   | Niet gekwalificeerd                   |                                       |
| 2022                                  | Teruggetrokken                        | Teruggetrokken                        | Teruggetrokken                        | Teruggetrokken                        | Teruggetrokken                        | Teruggetrokken                        | Teruggetrokken                        |                                       |
| 2026                                  | Niet gekwalificeerd                   | Niet gekwalificeerd                   | Niet gekwalificeerd                   | Niet gekwalificeerd                   | Niet gekwalificeerd                   | Niet gekwalificeerd                   | Niet gekwalificeerd                   |                                       |

### Oceanisch kampioenschap
| Oceanisch kampioenschap voetbal overzicht | Oceanisch kampioenschap voetbal overzicht | Oceanisch kampioenschap voetbal overzicht | Oceanisch kampioenschap voetbal overzicht | Oceanisch kampioenschap voetbal overzicht | Oceanisch kampioenschap voetbal overzicht | Oceanisch kampioenschap voetbal overzicht | Oceanisch kampioenschap voetbal overzicht | Oceanisch kampioenschap voetbal overzicht |
| Jaar                                      | Ronde                                     | Wed.                                      | W                                         | G                                         | V                                         | DV                                        | DT                                        | Kwal                                      |
| Spelend als Nieuwe Hebriden               | Spelend als Nieuwe Hebriden               | Spelend als Nieuwe Hebriden               | Spelend als Nieuwe Hebriden               | Spelend als Nieuwe Hebriden               | Spelend als Nieuwe Hebriden               | Spelend als Nieuwe Hebriden               | Spelend als Nieuwe Hebriden               | Spelend als Nieuwe Hebriden               |
| ----------------------------------------- | ----------------------------------------- | ----------------------------------------- | ----------------------------------------- | ----------------------------------------- | ----------------------------------------- | ----------------------------------------- | ----------------------------------------- | ----------------------------------------- |
| 1973                                      | Vierde                                    | 5                                         | 1                                         | 1                                         | 3                                         | 5                                         | 10                                        |                                           |
| 1980                                      | Groepsfase                                | 3                                         | 0                                         | 0                                         | 3                                         | 6                                         | 9                                         |                                           |
|                                           |                                           |                                           |                                           |                                           |                                           |                                           |                                           |                                           |
| 1996                                      | Niet gekwalificeerd                       | Niet gekwalificeerd                       | Niet gekwalificeerd                       | Niet gekwalificeerd                       | Niet gekwalificeerd                       | Niet gekwalificeerd                       | Niet gekwalificeerd                       | Niet gekwalificeerd                       |
| 1998                                      | Groepsfase                                | 2                                         | 0                                         | 0                                         | 2                                         | 2                                         | 13                                        | (Kwal.)                                   |
| 2000                                      | Vierde                                    | 4                                         | 1                                         | 0                                         | 3                                         | 5                                         | 8                                         | (Kwal.)                                   |
| 2002                                      | Vierde                                    | 5                                         | 2                                         | 0                                         | 3                                         | 2                                         | 6                                         |                                           |
| 2004                                      | Groepsfase                                | 5                                         | 1                                         | 0                                         | 4                                         | 5                                         | 9                                         | (Kwal.)                                   |
| 2008                                      | Vierde                                    | 6                                         | 1                                         | 1                                         | 4                                         | 5                                         | 13                                        | (Kwal.)                                   |
| 2012                                      | Groepsfase                                | 3                                         | 1                                         | 0                                         | 2                                         | 8                                         | 9                                         |                                           |
| 2016                                      | Groepsfase                                | 3                                         | 1                                         | 0                                         | 2                                         | 3                                         | 8                                         |                                           |
| 2024                                      | Tweede                                    | 4                                         | 2                                         | 0                                         | 2                                         | 3                                         | 8                                         |                                           |

### Melanesië Cup
| Beker van Melanesië overzicht | Beker van Melanesië overzicht | Beker van Melanesië overzicht | Beker van Melanesië overzicht | Beker van Melanesië overzicht | Beker van Melanesië overzicht | Beker van Melanesië overzicht | Beker van Melanesië overzicht | Beker van Melanesië overzicht |
| Jaar                          | Ronde                         | Wed.                          | W                             | G                             | V                             | DV                            | DT                            |                               |
| ----------------------------- | ----------------------------- | ----------------------------- | ----------------------------- | ----------------------------- | ----------------------------- | ----------------------------- | ----------------------------- | ----------------------------- |
| 1988                          | Derde                         | 4                             | 1                             | 0                             | 3                             | 2                             | 19                            |                               |
| 1989                          | Vijfde                        | 4                             | 0                             | 0                             | 4                             | 2                             | 12                            |                               |
| 1990                          | Kampioen                      | 4                             | 2                             | 2                             | 0                             | 4                             | 2                             |                               |
| 1992                          | Vierde                        | 3                             | 0                             | 0                             | 3                             | 1                             | 6                             |                               |
| 1994                          | Vijfde                        | 4                             | 0                             | 1                             | 3                             | 5                             | 12                            |                               |
| 1998                          | Tweede                        | 4                             | 2                             | 1                             | 1                             | 8                             | 6                             |                               |
| 2000                          | Derde                         | 4                             | 2                             | 0                             | 2                             | 12                            | 7                             |                               |

## FIFA-wereldranglijst[5]
| 1993 | 1994 | 1995 | 1996 | 1997 | 1998 | 1999 | 2000 | 2001 | 2002 | 2003 | 2004 | 2005 | 2006 | 2007 | 2008 | 2009 | 2010 | 2011 | 2012 | 2013 | 2014 | 2015 | 2016 | 2017 | 2018 |
| ---- | ---- | ---- | ---- | ---- | ---- | ---- | ---- | ---- | ---- | ---- | ---- | ---- | ---- | ---- | ---- | ---- | ---- | ---- | ---- | ---- | ---- | ---- | ---- | ---- | ---- |
| 164  | 172  | 179  | 180  | 186  | 177  | 184  | 167  | 168  | 156  | 160  | 143  | 146  | 167  | 140  | 141  | 155  | 167  | 174  | 165  | 180  | 191  | 193  | 175  | 157  | 163  |

VFF · 
Vanuatuaans vrouwenelftal
Interlands
Tegenstander:
Amerikaans-Samoa ·
Australië ·
Brunei ·
Cookeilanden ·
Estland ·
Fiji ·
Guam ·
Guinee ·
India ·
Indonesië ·
Libanon ·
Mongolië ·
Nieuw-Caledonië ·
Nieuw-Zeeland ·
Papoea-Nieuw-Guinea ·
Salomonseilanden ·
Samoa ·
Tahiti ·
Tonga